# Otto Andrup
Otto Andrup, vollständig Henrik Otto Ludvig Lauritz Andrup (geboren am 8. Oktober 1883 in Randers; gestorben am 24. August 1953 in Kopenhagen), war ein dänischer Kunsthistoriker und Direktor des Dänischen Nationalhistorischen Museums im Schloss Frederiksborg.

## Leben und Wirken
Andrup war der Sohn von Otto William Andrup (1853–1909) und dessen Frau Frederikke Mariane Louise (geborene Levring, 1855–1902). Er heiratete am 5. Juli 1910 in der Kopenhagener Schlosskirche Nina Zelia (geborene Hindenburg, 1885–1970), die von 1907 bis 1909 das Musikkonservatorium besucht hatte. Das Paar hatte einen Sohn Georg O. Andrup.
Andrup besuchte die Schule in seinem Geburtsort und studierte, unterstützt durch ein Regensen-Stipendium, von 1905 bis 1909 Sprachen und Literaturgeschichte an der Universität Kopenhagen. Zusätzlich musste er für seinen Lebensunterhalt dazuverdienen und wurde Privatsekretär des Frederiksborger Museumsinspektors Emil Ferdinand Svitzer Lund. Anschließend war er als Herausgeber der Zeitschrift der Regensischen Gesellschaft Regensen tätig und veröffentlichte 1911 ein Buch zur Geschichte dieser Einrichtung. Seit 1910 arbeitete er für das Museum auf Schloss Frederiskborg und erhielt 1913 eine Festanstellung als stellvertretender Geschäftsführer. 1916 wurde er zunächst Museumsinspektor und 1927 leitender Direktor des Museums. Seit 1929 war er für die Sammlung in Schloss Rosenborg zuständig und 1933 erhielt er offiziell den Titel „Museumsdirektor“. Andrup schrieb Beiträge für die Kunstzeitschrift Samleren und beteiligte sich mit Beiträgen an den Bänden zum Danske malede Portrætter und an den Bänden 13 bis 19 des Allgemeinen Lexikons der Bildenden Künstler von der Antike bis zur Gegenwart. Gemeinsam mit Karl Madsen gab er 1914 ein Buch über die Gemäldesammlung der Grafen von Schloss Gavnø heraus. Von 1933 bis 1944 war er zudem als Mitarbeiter an den Bänden der neuen Auflage des Dansk biografisk leksikons für Biografien zum künstlerischen Bereich tätig. 1945 wirkte er an der Geschichte Dänemarks in Bildern mit und half zudem bei der Zusammenstellung des Werkes über die Dänischen Könige von Christian I. bis X.

## Schriften (Auswahl)
- Gammelt og nyt fra Regensen. Lidt Regenshistorie af en forhenværende Arkivar. Arnold Busck, Kopenhagen 1911.
- Fortegnelse over to Hundrede af Baroniet Gaunøs Malerier af ældre Malere samt over dets Portrætsamling. Mit einem Vorwort von Karl Madsen. Vilh. Trydes Boghandel, Kopenhagen 1914 (kunstbib.dk [PDF; 10,7 MB]).
- Fortegnelse over malerierne paa Vemmetofte adelige Jomfrukloster. Kopenhagen 1918 (Digitalisat).
- Fortegnelse over malerierne paa Gisselfeld Kloster samt i Hans Excellence Grev Danneskiold-Samsøe til Grevskabet Samsøes privatbesiddelse. Kopenhagen 1918 (Digitalisat).
- Über die Arbeit der ikonographischen Kommission. Terminologische Vorschläge für den ikonographischen Ausschuss des Comité international des sciences historiques anlässlich der Tagung im Haag. Jörgensen, Kopenhagen 1932, OCLC 65556907.
- Den kongelige samling paa Rosenberg gennem hundrede aar. Band 1: Den chronologiske samling. Nordisk Forlag, Kopenhagen 1933.
- Otto Andrup, Peter Ilsøe, Poul Nørlund: Danmarks Historie i Billeder. Gyldendal, Kopenhagen 1945, OCLC 475376994.